# 新华门

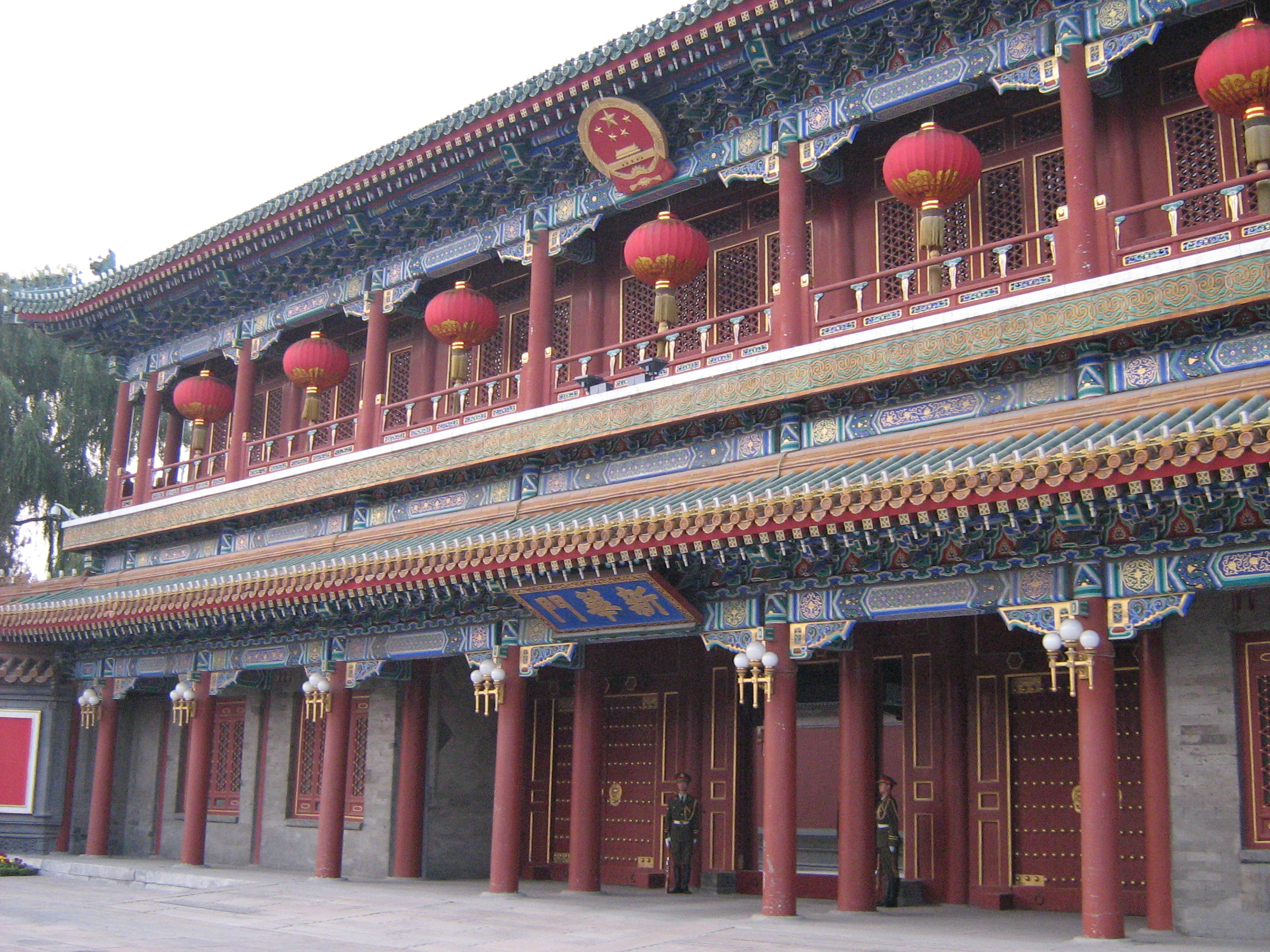
2006年的新华门

新华门，位于北京市西城区西长安街中段北侧，是中南海的正门。原名宝月楼，始建于清朝乾隆二十三年（1758年），1913年改建为北洋政府总统府正门，改称新华门。中华人民共和国成立后，曾在影壁及两侧八字墙上镶嵌标语，其中有毛泽东书写的“为人民服务”。

## 历史

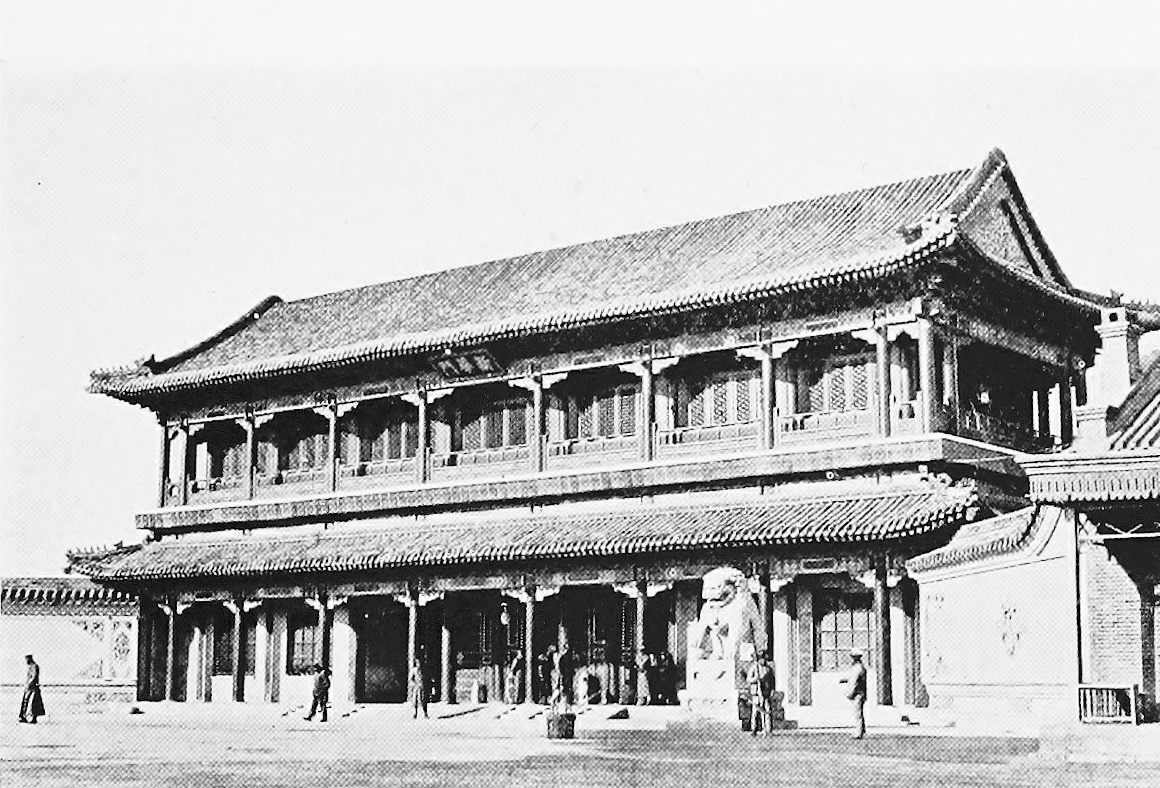
约1917年至1919年间的新华门，甘博拍摄。当时“新华门”匾额悬挂在二层。

新华门原名宝月楼，始建于清朝乾隆二十三年（1758年）。该年春，乾隆帝登瀛台南眺，嫌太液池南岸空旷无屏蔽，乃下令建造此楼。起初拟建三层，后觉得太侈费，便改建为二层，东西面阔七间，南北纵二丈。同年秋竣工。因为月映池中，楼立池边，池和月共呈楼前，故定名“宝月楼”。楼上悬有乾隆帝御书“仰观俯察”匾额，以及“佳兴四时同，图呈苑里；清光千里共，鉴彻池心”等楹联。
宝月楼并不与外界相通，其正南是西苑的南墙（也是皇城墙），宝月楼位于墙内。墙外正南是回子营（又称回回营），从西域迁来的回部移民聚居于此，并新建有清真礼拜寺（即清真普宁寺，俗称回回营清真寺）。因而民间传说，宝月楼是乾隆帝为香妃而建，香妃登上宝月楼可见到墙外的清真寺，略解乡愁，民间也根据该传说将宝月楼附会为望乡楼。

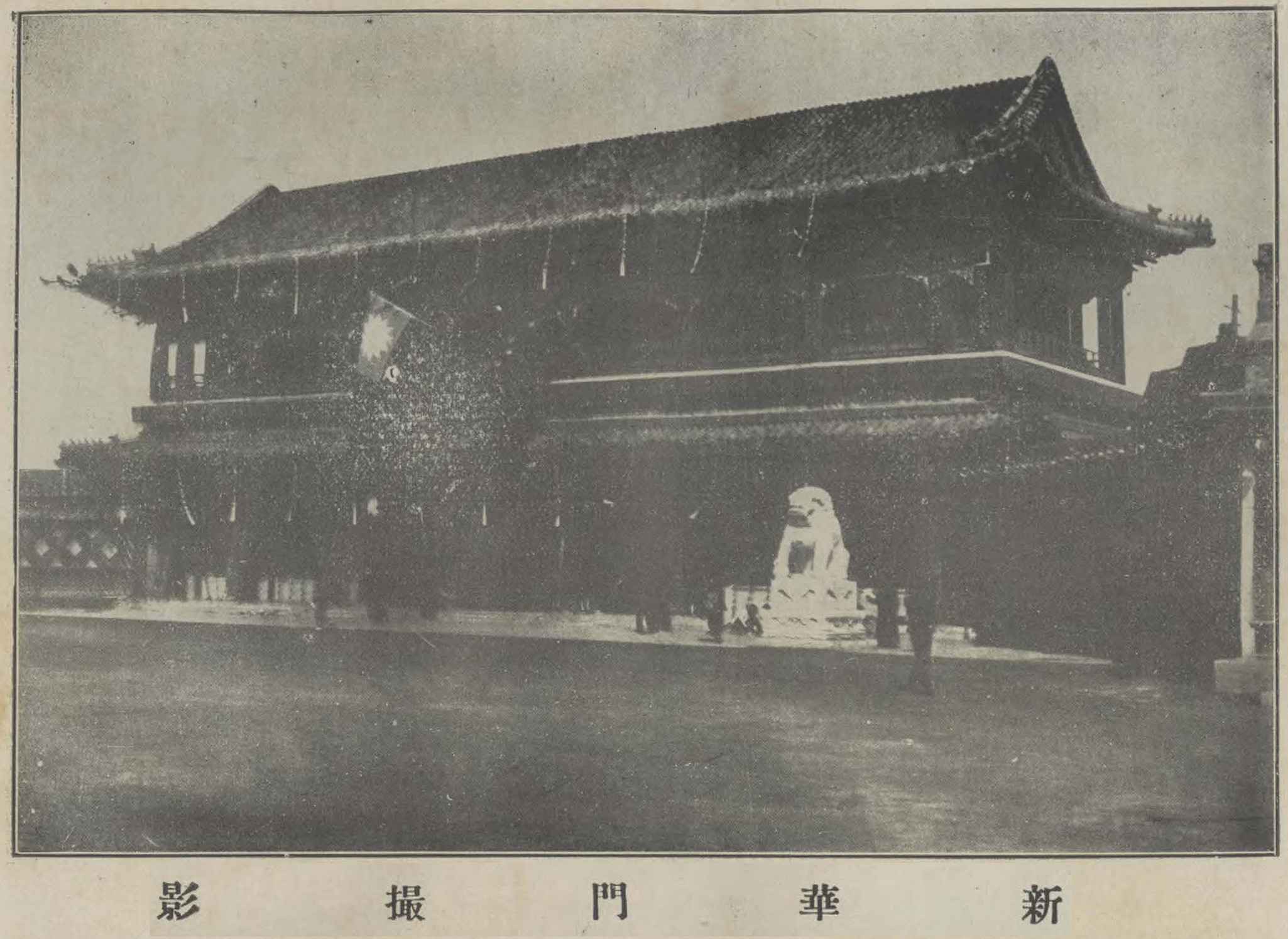
1914年新華門

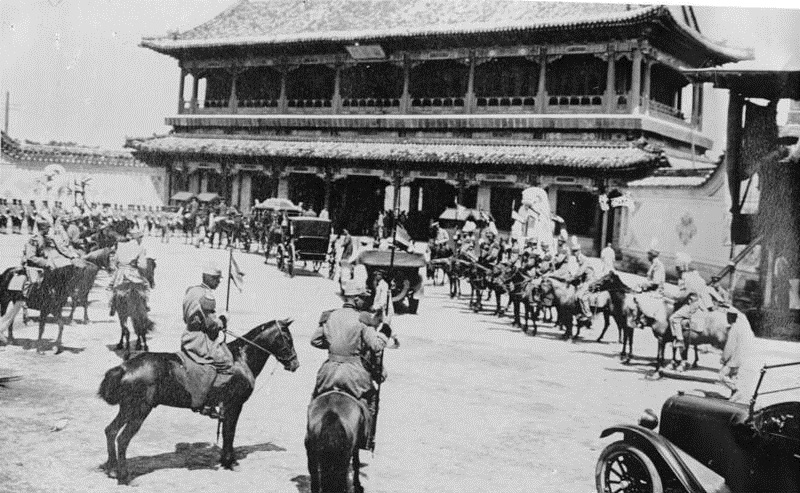
1920年代北洋政府时期的新华门，图为苏联驻华大使加拉罕到中南海。

中华民国成立后，袁世凯任中华民国临时大总统（后改为中华民国大总统），袁世凯政府接管了清室的西苑三海，1913年将中海和南海辟为大总统府，从此中海和南海合称“中南海”。1913年，在内务总长兼京都市政公所督办朱启钤主持下，将宝月楼改建为中南海正门，称“新华门”。将新华门前的一段西长安街命名为“府前街”，将中南海西侧新辟道路命名为“府右街”（“府”均指大总统府）。此后，又将六部口以南的排水沟上改建的道路命名为“新华街”（今北新华街、南新华街），还在新华门对面的“府前街”南侧砌筑一道西洋式花墙，以遮挡背后杂乱破旧的平房，改善大总统府门前的观瞻。同时，此次工程中还拆除了回回营清真寺位于北面的门楼式的正门。
在此次改建工程中，将宝月楼南侧的一段皇城墙拆除，在东西两侧新砌两堵八字墙，将皇城墙和宝月楼连接起来。又在楼北面濒太液池处兴建了一座大影壁，以遮挡外人的视线。“新华门”匾额由袁励准书写，匾高0.64米，宽1.6米，字体为馆阁体，此匾至今仍悬于门上。门前放置一对石狮，据说是原端王府的遗物。据称过去这是北京旧城内最大的一对石狮。

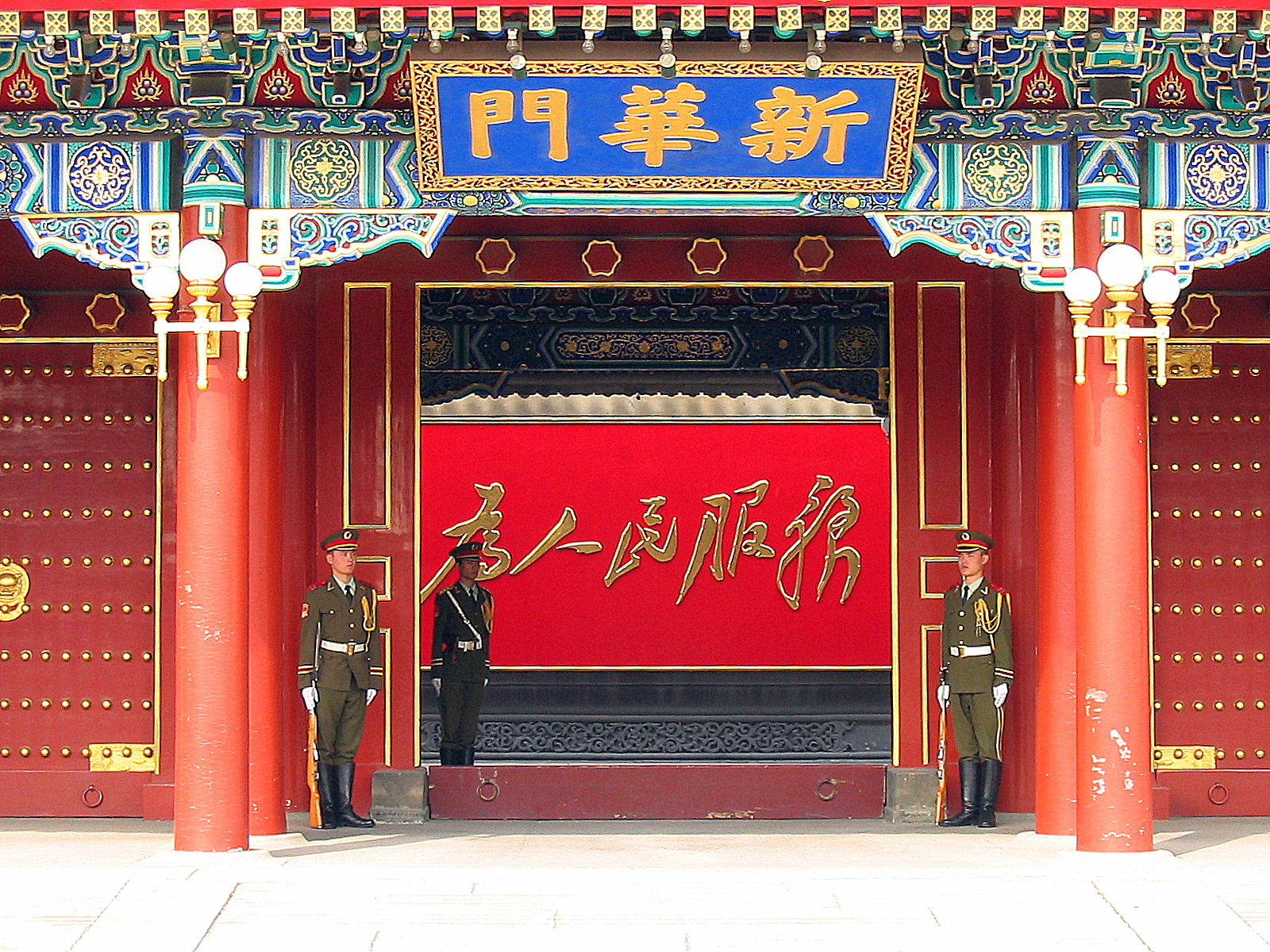
新华门匾额及门内影壁上“为人民服务”五个字

中华人民共和国成立后，中南海成为中共中央及中央人民政府（1954年撤销，改设国务院）的所在地。“文化大革命”爆发后，1966年8月红卫兵在北京城“破四旧”，新华门前的石狮也被红卫兵视为“破四旧”的目标。1966年8月26日，国务院总理周恩来从保护文物古迹出发，耐心说服了红卫兵，下令将新华门前的石狮迁走，从而将其保护起来。后来这对石狮又回到了原处。
约在1967年5、6月份，在新华门，用木头刻了“为人民服务”五个红字粘在门内的影壁上；用木头刻了两条标语“伟大的中国共产党万岁！”“战无不胜的毛泽东思想万岁！”分别粘在门前两侧的八字墙上。1970年左右，中南海修缮处对新华门影壁上的“为人民服务”五个字和两条标语进行加工，将“为人民服务”五个字贴上金箔变为红底金字，将两条标语做成有机玻璃灯箱。后来，两条标语又改为金箔镶边的白字。毛泽东在中华人民共和国成立后曾多次书写“为人民服务”五个字，新华门影壁上的这五个字是从毛泽东中华人民共和国成立后书写的许多条幅中挑选出来的写得最好的一幅。

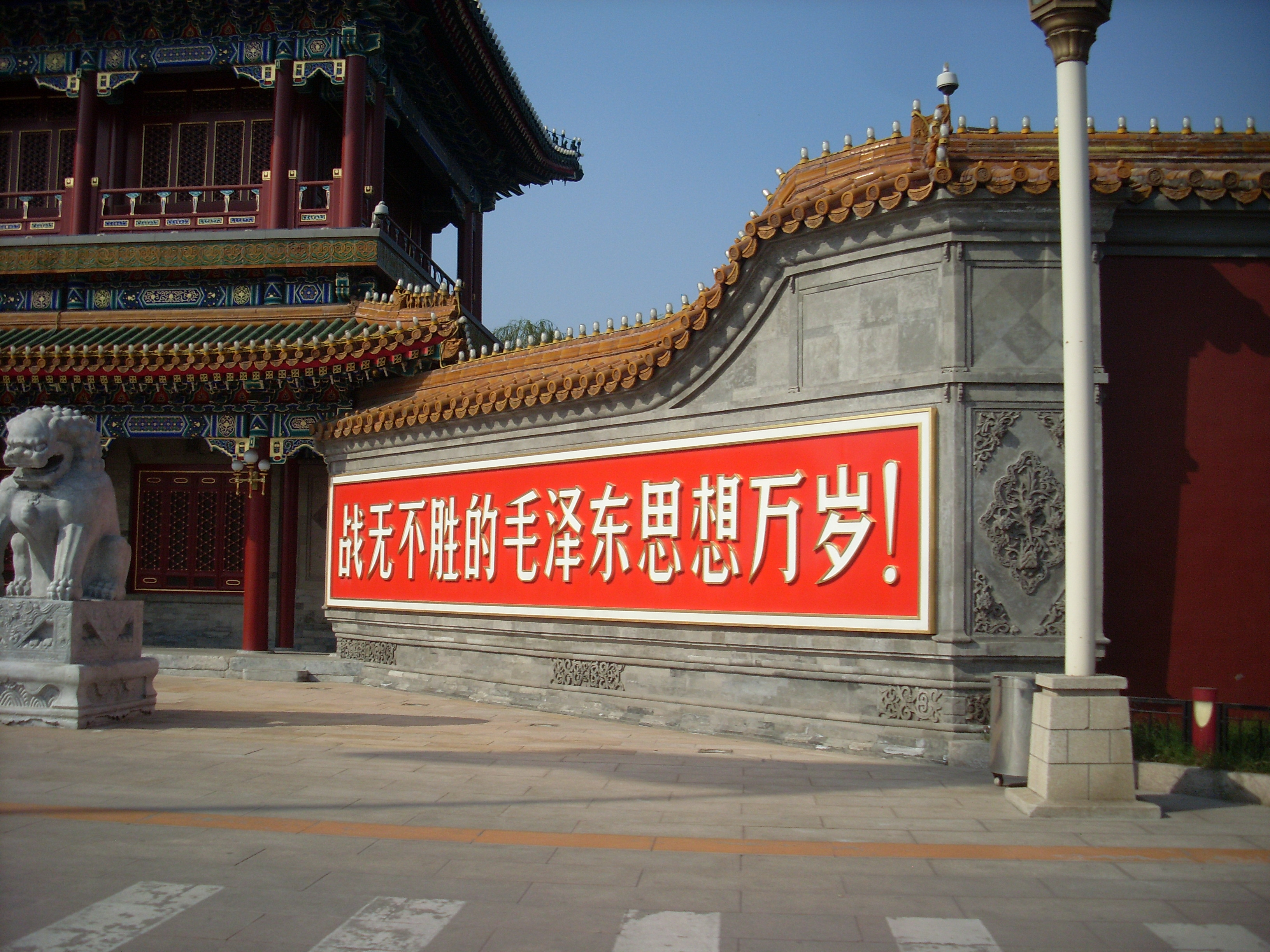
东侧八字墙上标语“战无不胜的毛泽东思想万岁！”及石狮

这两条标语和北京一些重点建筑的“红色革命化”布置是同期形成。1966年至1969年初，遵照周恩来及国务院机关事务管理局领导的指示，该局的杨亚人负责人民大会堂、北京饭店、中南海几个大门、紫光阁、西花厅和宋庆龄住地等处的“红色革命化”布置工作。中南海几个大门里，唯独新华门不是由杨亚人“红化”布置，而是由中央警卫团政治处文化干事姚发昌负责。姚发昌曾拿着两幅美术字体的标语征求杨亚人的意见，一条是“伟大的中国共产党万岁”，另一条是“战无不胜的毛泽东思想万岁”。杨亚人修改部分美术字体的线条后，向姚发昌介绍了人民大会堂正门外两侧墙上灯光标语的制作工艺及效果，姚发昌作了记录，并称回去会建议领导照此制作。后来这两条标语就被制成了灯光式标语。

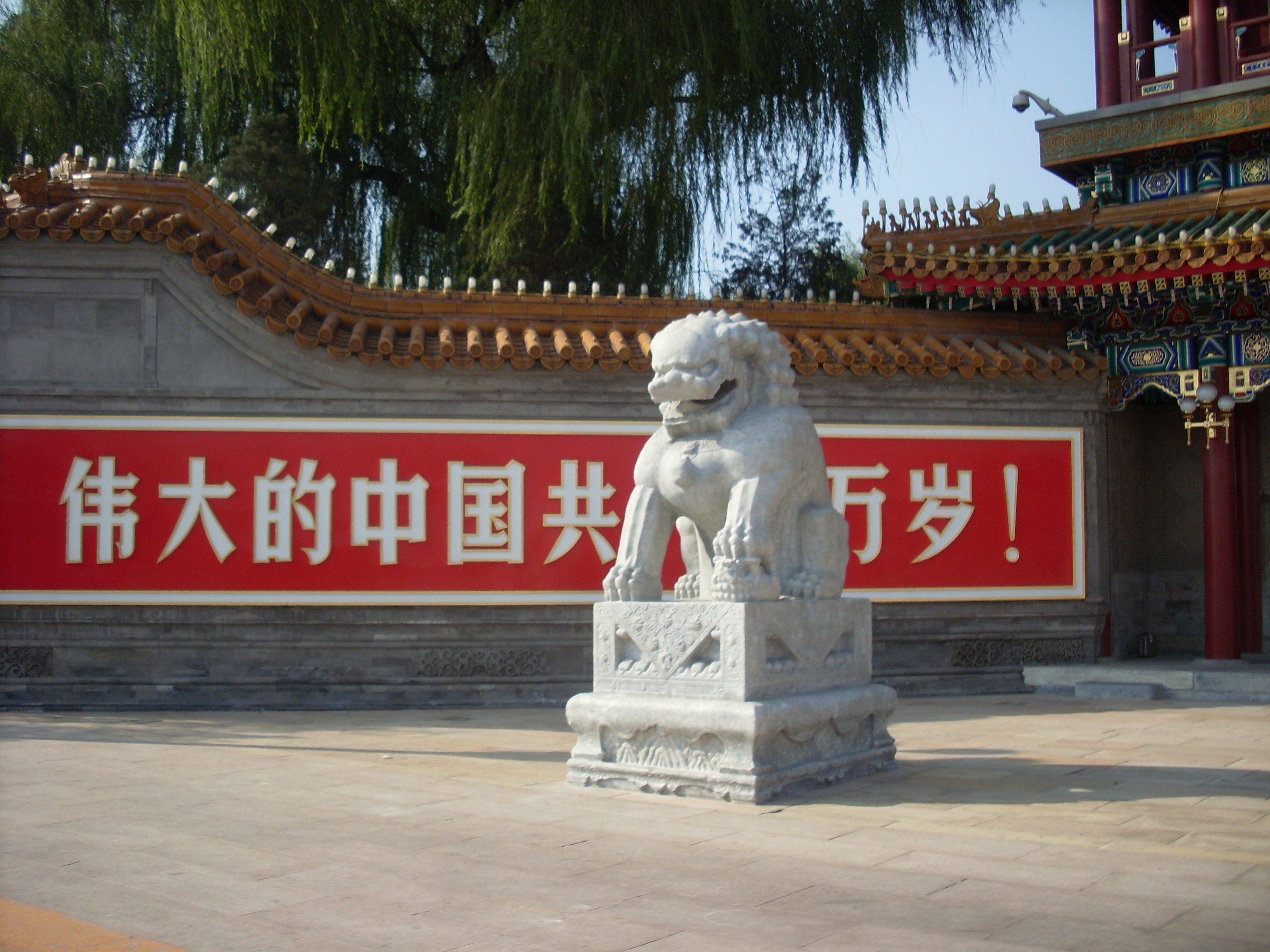
西侧八字墙上标语“伟大的中国共产党万岁！”及石狮

据安东尼奥尼拍摄的纪录片《中国》显示，在1972年的某个时段，新华门东侧八字墙标语曾为“伟大的领袖毛主席万岁！”。
1981年6月，中共十一届六中全会审议通过了《中共中央关于建国以来党的若干历史问题的决议》，彻底否定“文化大革命”。全中国各地开始清理标语、语录、口号等“文化大革命”痕迹，同时对中南海里留下的标语和语录牌也开展了清理。中央警卫局曾专门研究中南海里哪些标语和语录要取消，哪些要保留，其中包括新华门前的两条标语和影壁上的字，此后上报中共中央。最终新华门前的两条标语和影壁上的字保留至今。
1990年颁布实施的《中华人民共和国国旗法》第五条规定，新华门“应当每日升挂国旗”。1991年颁布实施的《中华人民共和国国徽法》第四条规定，县级以上各级人民政府应当悬挂国徽。
1999年，为迎接中华人民共和国成立五十周年，对新华门地区实施了照明改造，这是长安街整体改造的项目之一。
2016年8月，新华门前搭起彩色围挡，新华门修缮工作全面展开。8月14日修缮完成，以崭新面貌亮相。

## 建筑

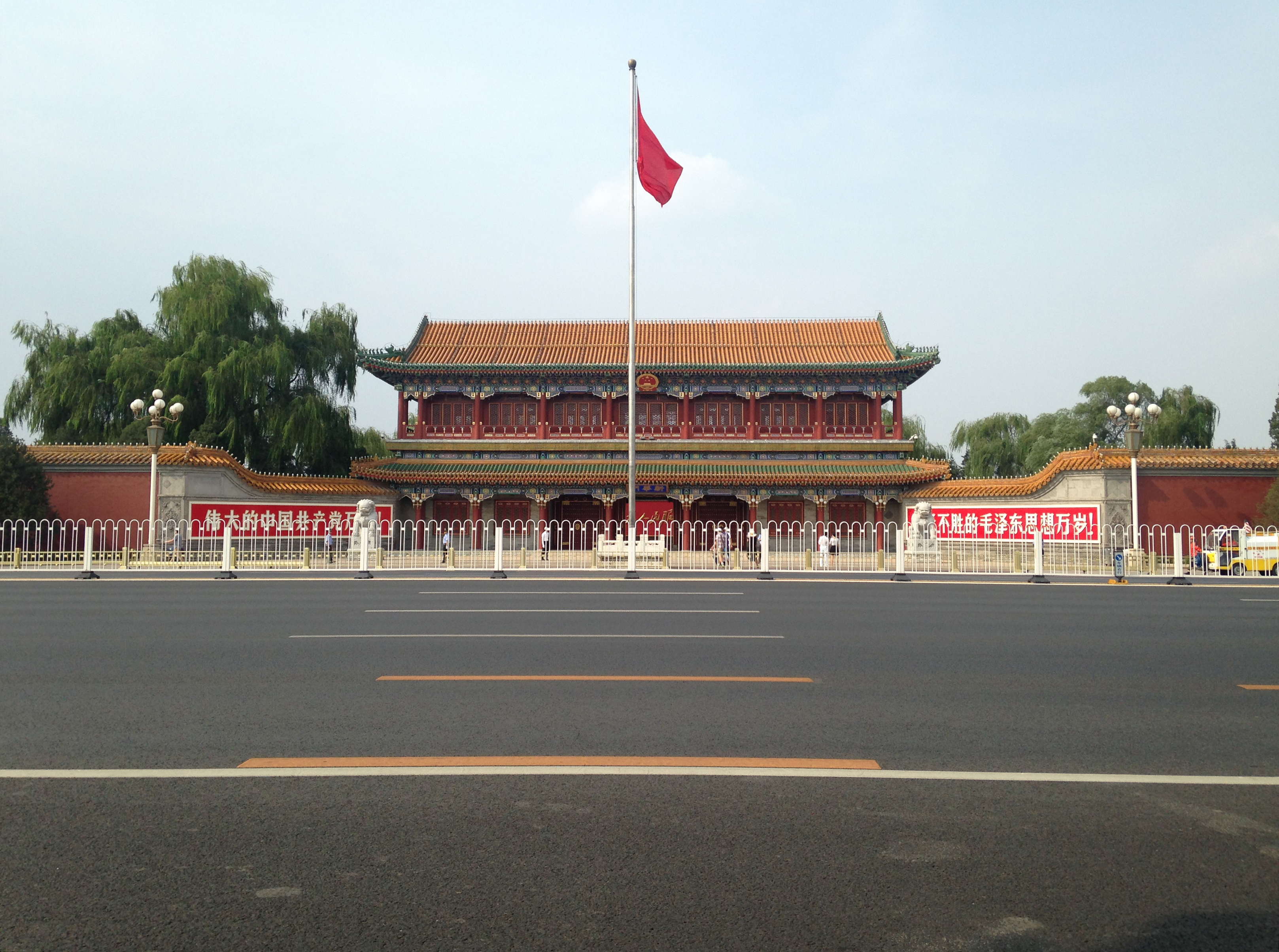
2015年的新华门

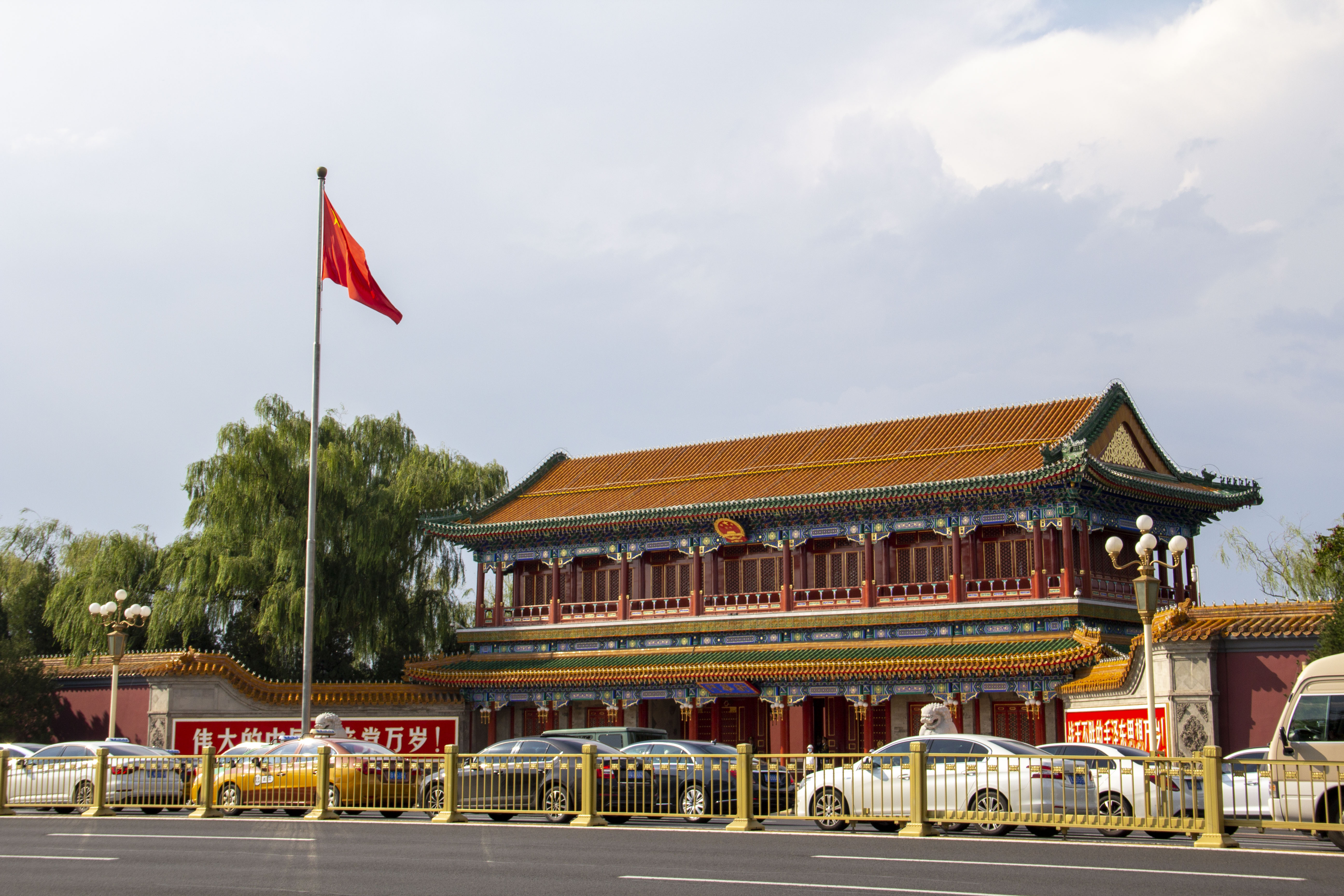
2020年的新华门

新华门为两层砖木结构楼阁。面阔七间，下层中央三间为门洞。卷棚歇山顶，黄琉璃瓦绿剪边。在二层明楼正上方悬挂着中华人民共和国国徽。楼前一层檐下悬挂着石青地金字楷书“新华门”三字横匾。新华门内的影壁上有毛泽东题写的“为人民服务”红底金字。新华门两侧的八字墙上，有红底白字的“伟大的中国共产党万岁！”“战无不胜的毛泽东思想万岁！”两条标语。门前两侧有一对石狮，门正前方立有一根旗杆，升挂中华人民共和国国旗。

## 邮票

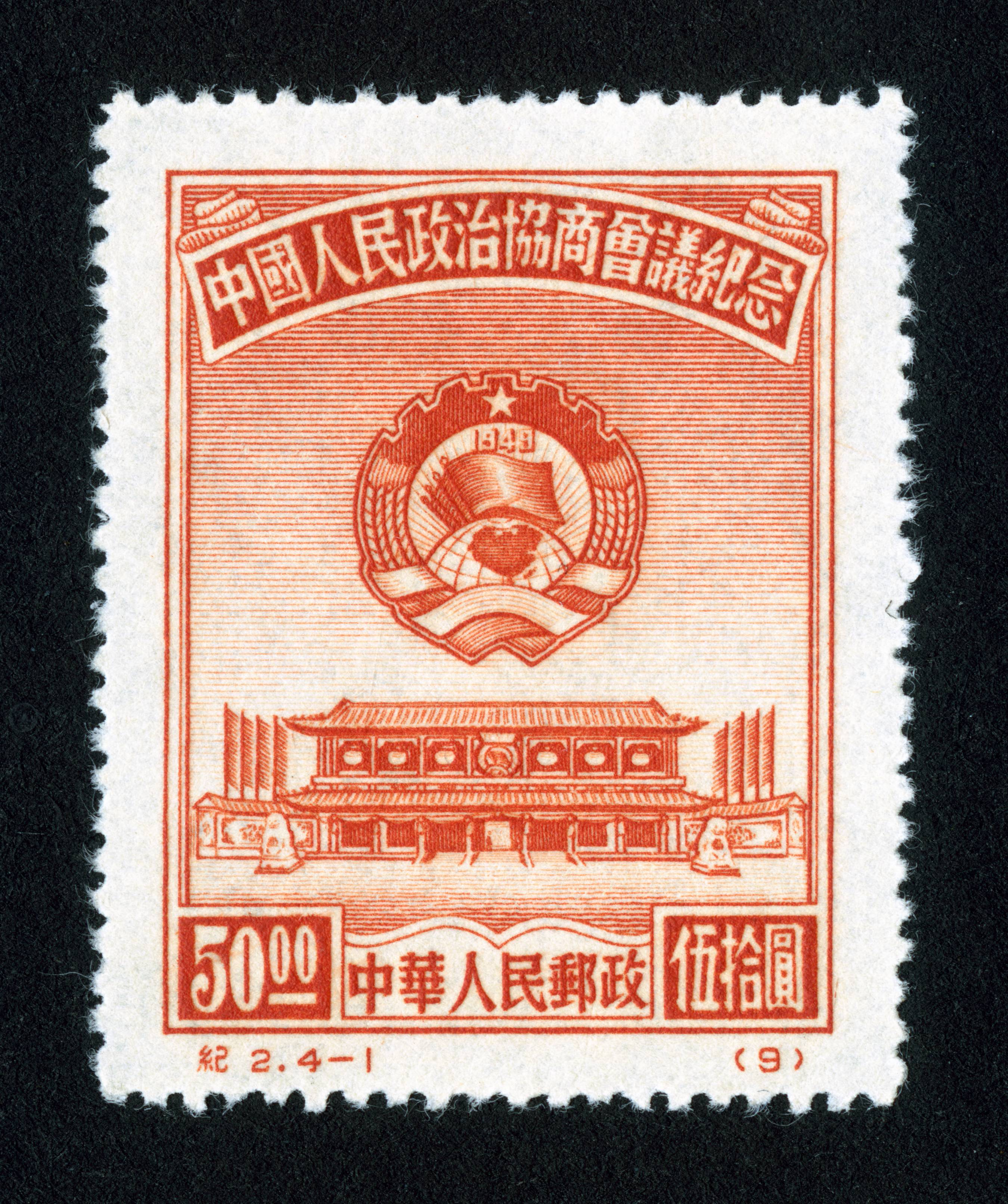
邮票上的新华门

- 纪2“中国人民政治协商会议纪念”：1950年2月1日华北邮政总局发行，设计者：张仃、钟灵。其中4-1、4-2的图案是新华门。
- 1999-13“中国人民政治协商会议成立五十周年”：1999年9月21日中国邮政发行，设计者：马泉。其中2-1的图案是新华门[12]。